# Публій Пінарій Мамерцін Руф
Публій Пінарій Мамерцін Руф (лат. Publius Pinarius Mamercinus Rufus; ? — після 488 до н. е.) — політичний та військовий діяч часів ранньої Римської республіки, консул 489 року до н. е.

## Життєпис
Походив з патриціанського роду Пінаріїв. Про молоді роки немає відомостей. 
Входив до складу сенату ще за останнього царя Тарквінія Гордого. У 489 році до н. е. його було обрано консулом разом з Гаєм Юлієм Юлом. Під час Великих ігор консули отримали донос від вольська Аттія Тулія, що його співвітчизники, які зібралися в місті, планують заворушення. Консули доповіли про це сенатові, було прийнято постанову про видалення вольсків з міста, яке призвело до відпадання їх від Риму. На бік останніх перейшов Гней Марцій Коріолан.
У 488 році до н. е. входив до складу сенатського посольства, яке вело перемовини з Коріоланом. Про подальшу долю Мамерціна Руфа немає відомостей.